# 俯射

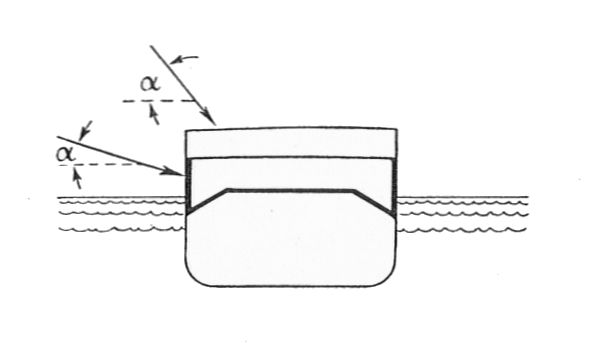
朝军舰俯冲射击：更陡的射击角度使得飞行的炮弹能够击穿薄弱的甲板装甲

俯射，即俯冲射击，属于间接火力中的一种。炮弹沿抛物线射出，从上方落到目标上。通过高抛物线以达到长射程，这一点非常普遍，并且可以用来攻击由于不在直接视线范围内而不易直接射击或掠射射击的目标。
在海战中，从理论上讲，俯射炮火更能够穿透敌舰较薄的甲板装甲，而不是战舰的重装甲侧。
在地面战争中，俯冲射击的打击方式可以攻击不在视野内的目标，例如，处在山头的一方对山脊上的目标进行反坡防御。榴弹炮和迫击炮等火炮武器正是为此目的而设计。机枪和弹带式榴弹发射器也可以实现俯冲射击。
使用维克斯机枪搭配Mk.VIII弹药最远可以对4,115米（4,500 yd）外的敌方阵地投射间接火力。这种方式的俯冲射击可以极为有效的打击前线观察员能够发现的特定目标。
澳大利亚陆军仍在训练专业步兵部队，名为DFSW（直译：直接火力支援武器）小组，使用配备了C2A2支援武器瞄准具（与迫击炮瞄准具类似）的MAG 58 GPMG，以承担间接持续火力投射的任务。在这种情况下，MAG 58可以向最大3,000米（1.9 mi）范围内的打击目标开火。

## 攻顶
攻顶（顾名思义，即攻击顶部，或顶部攻击，简称攻顶）武器的目的是以俯冲射击的形式从上方攻击装甲车辆，因为车辆顶部的装甲通常最薄。理想情况下，它将垂直穿透被攻击的顶部表面。这种武器可以通过反坦克导弹、迫击炮、炮弹，甚至是地雷等埋设弹药发射（通常作为集束弹）。攻顶弹药以高爆反坦克弹（HEAT）弹头进行直接撞击或近距离撞击，或爆破穿甲弹（EFP）弹头在目标上空爆炸。
攻顶的概念于1988年首次由瑞典国防军投入使用，他们使用的是博福斯公司的RBS 56 BILL攻顶反坦克导弹。

### 攻顶武器系统

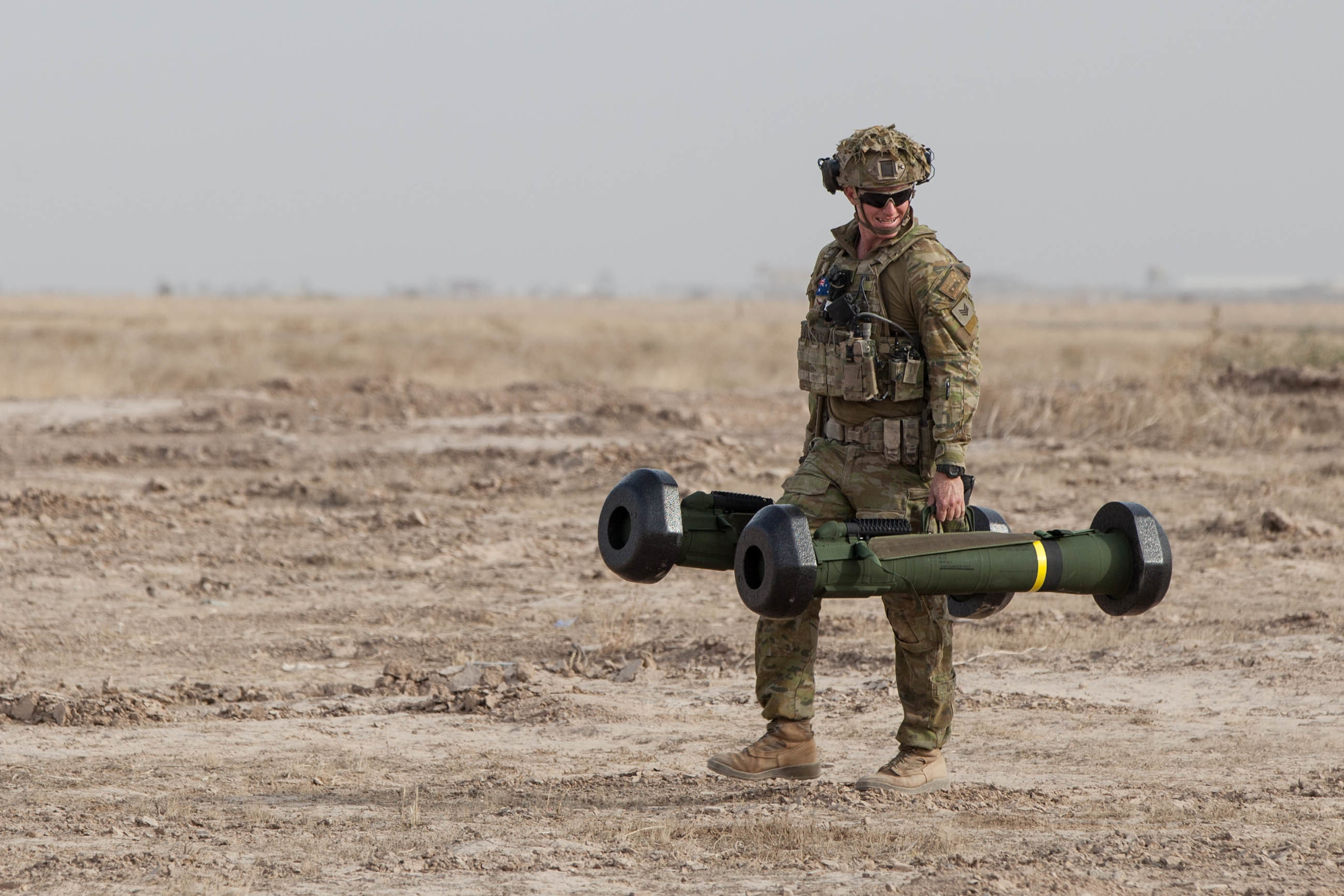
2016年10月，一名澳大利亚陆军士兵在伊拉克贝斯马亚基地提着两架FGM-148标枪

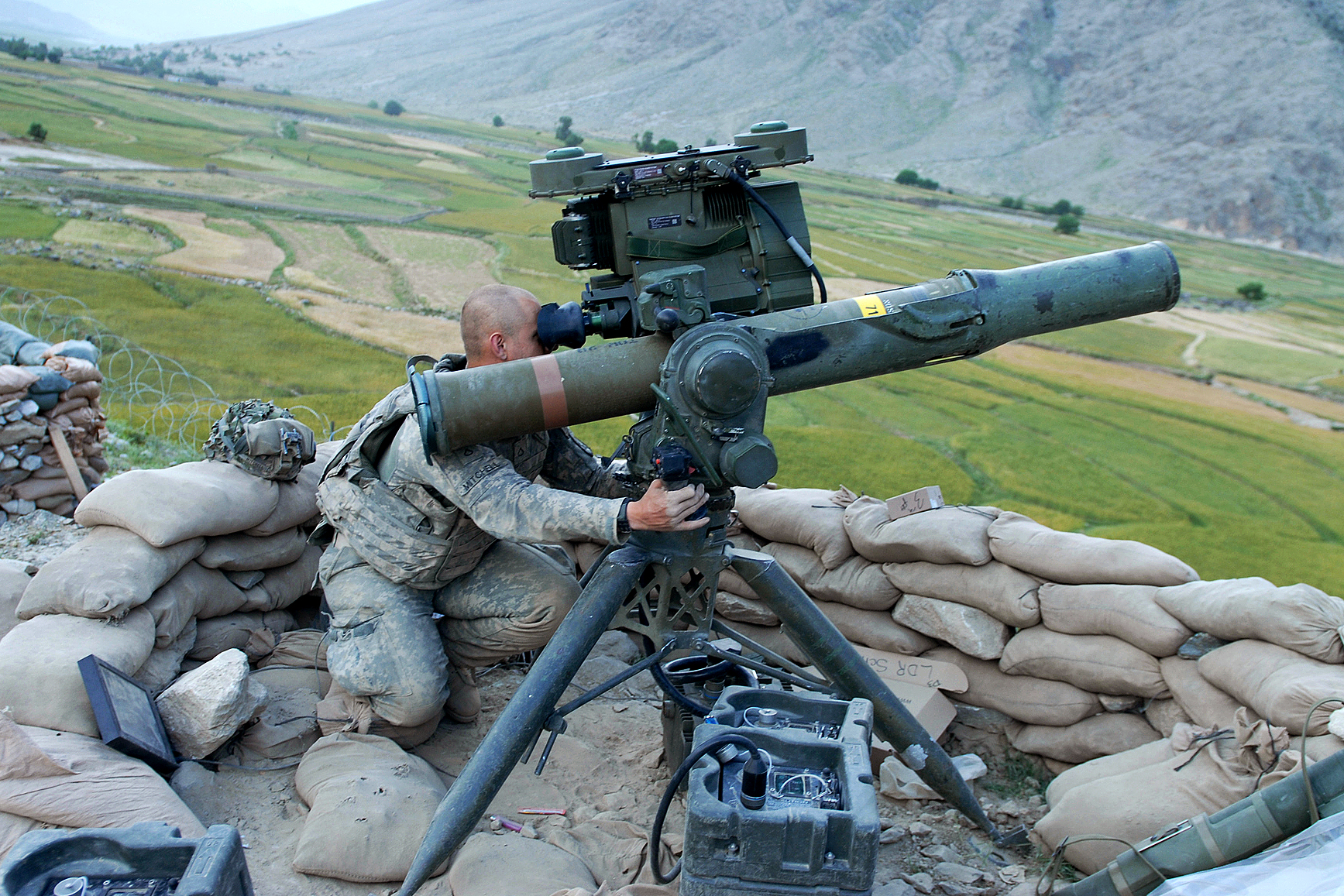
2009年5月，阿富汗库纳尔省，美国陆军的M41三脚架式TOW ITAS-FTL，配备PADS（BGM-71陶式的衍生型）

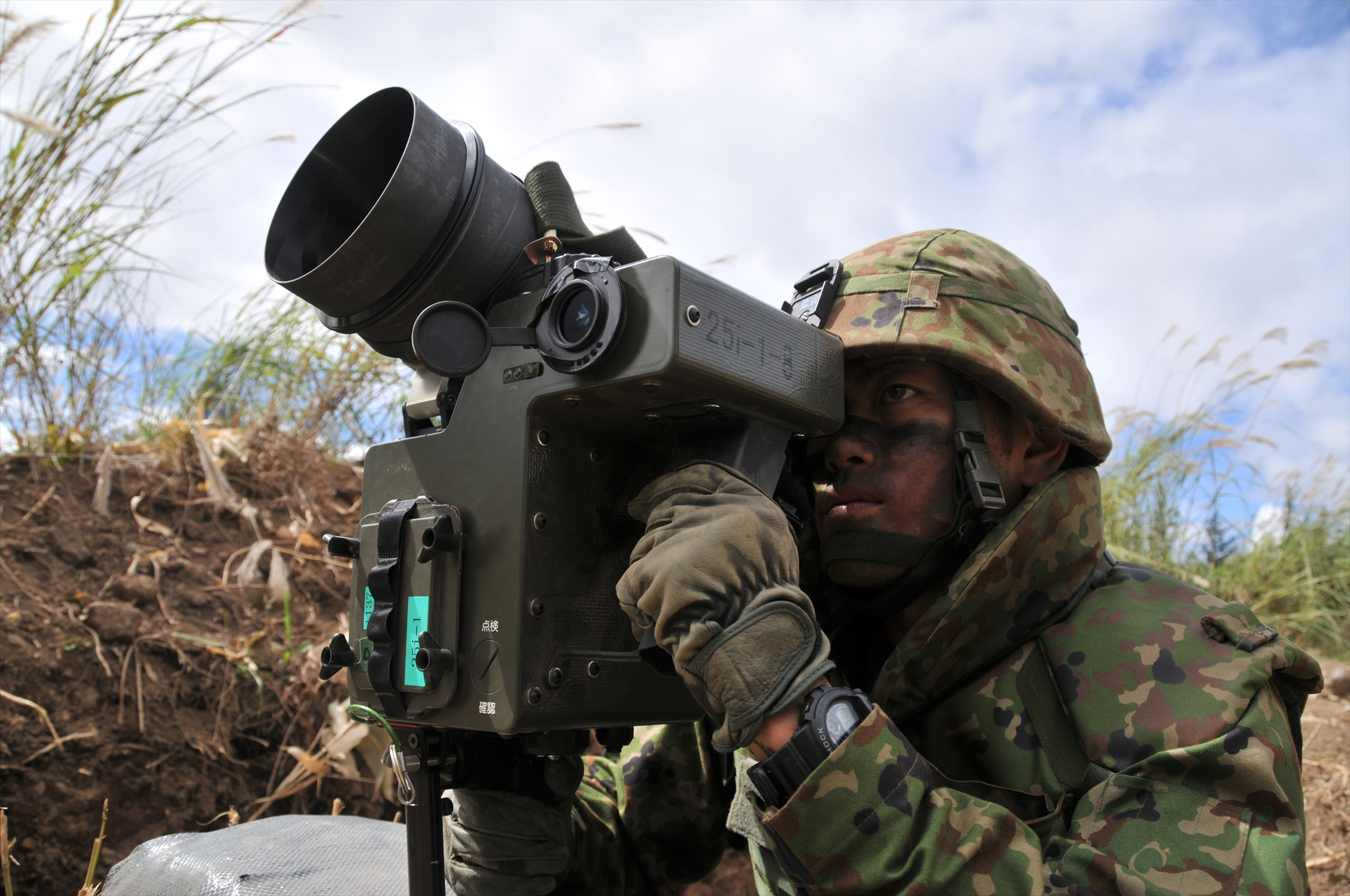
2013年左右，一名日本陆上自卫队士兵在军事演习中操作01式LMATA

使用攻顶攻击方式的著名武器系统包括：
| 武器系统              | 原产地 |
| --------------------- | ------ |
| AGM-114地狱火         | 美国   |
| AT-1K晛弓             | 韩国   |
| BGM-71F/陶式-2B       | 美国   |
| BLU-108               | 美国   |
| CBU-97传感器引爆武器  | 美国   |
| FGM-148标枪           | 美国   |
| Kitolov-2M            | 俄罗斯 |
| KM-8边缘              | 俄罗斯 |
| KSTAM                 | 韩国   |
| LAHAT                 | 以色列 |
| M93大黄蜂地雷         | 美国   |
| Mokopa                | 南非   |
| MPATGM                | 印度   |
| OMTAS                 | 土耳其 |
| PARS 3 LR             | 德国   |
| RBS 56 BILL           | 瑞典   |
| RBS 56B BILL 2        | 瑞典   |
| SADARM                | 美国   |
| SMArt 155             | 德国   |
| 01式LMAT              | 日本   |
| XM395精确制导迫击炮弹 | 美国   |
| 博福斯STRIX           | 瑞典   |
| 长钉                  | 以色列 |
| 红箭-12               | 中国   |
| 克拉斯诺波尔          | 俄罗斯 |
| 狮鹫LGB               | 以色列 |
| 台风3M                | 伊朗   |
| 眼镜蛇 (飞弹)         | 印度   |